# Clásica de Almería 2015
La 28e édition de la Clásica de Almería a eu lieu le 15 février 2015. Cette course cycliste fait partie du calendrier UCI Europe Tour 2015 en catégorie 1.1.
L'épreuve a été remportée lors d'un sprint par le Britannique Mark Cavendish (Etixx-Quick Step) qui s'impose devant l'Espagnol Juan José Lobato (Movistar) et son coéquipier l'Australien Mark Renshaw.
Les classements annexes sont remportés par les Français Romain Bardet (AG2R La Mondiale) pour ceux de la montagne et de la combativité et Romain Sicard (Europcar) pour les Metas Volantes ainsi que par la formation suisse IAM pour le classement de la meilleure équipe.

## Présentation

### Équipes
Classée en catégorie 1.1 de l'UCI Europe Tour, la Clásica de Almería est par conséquent ouverte aux WorldTeams dans la limite de 50 % des équipes participantes, aux équipes continentales professionnelles, aux équipes continentales et aux équipes nationales.
Vingt équipes participent à cette Clásica de Almería - huit WorldTeams, dix équipes continentales professionnelles et deux équipes continentales :
| UCI WorldTeams      | UCI WorldTeams | UCI WorldTeams |
| Nom de l'équipe     | Pays           | Code           |
| ------------------- | -------------- | -------------- |
| AG2R La Mondiale    | France         | ALM            |
| Astana              | Kazakhstan     | AST            |
| Etixx-Quick Step    | Belgique       | EQS            |
| FDJ                 | France         | FDJ            |
| IAM                 | Suisse         | IAM            |
| Katusha             | Russie         | KAT            |
| Movistar            | Espagne        | MOV            |
| Trek Factory Racing | États-Unis     | TFR            |

| Équipes continentales professionnelles | Équipes continentales professionnelles | Équipes continentales professionnelles |
| Nom de l'équipe                        | Pays                                   | Code                                   |
| -------------------------------------- | -------------------------------------- | -------------------------------------- |
| Androni Giocattoli                     | Italie                                 | AND                                    |
| Bora-Argon 18                          | Allemagne                              | BOA                                    |
| Caja Rural-Seguros RGA                 | Espagne                                | CJR                                    |
| CCC Sprandi Polkowice                  | Pologne                                | CCC                                    |
| Cofidis                                | France                                 | COF                                    |
| Europcar                               | France                                 | EUC                                    |
| MTN-Qhubeka                            | Afrique du Sud                         | MTN                                    |
| RusVelo                                | Russie                                 | RVL                                    |
| Topsport Vlaanderen-Baloise            | Belgique                               | TSV                                    |
| UnitedHealthcare                       | États-Unis                             | UHC                                    |

| Équipes continentales | Équipes continentales | Équipes continentales |
| Nom de l'équipe       | Pays                  | Code                  |
| --------------------- | --------------------- | --------------------- |
| Burgos BH             | Espagne               | BUR                   |
| Murias Taldea         | Espagne               | MUR                   |

### Règlement de la course

#### Primes
Les vingt prix sont attribués suivant le barème de l'UCI,. Le total général des prix distribués est de 14 477 €.
| Position | 1er     | 2e      | 3e      | 4e    | 5e    | 6e    | 7e    | 8e    | 9e    | 10e à 20e |
| Prix     | 5 785 € | 2 895 € | 1 445 € | 715 € | 580 € | 433 € | 433 € | 287 € | 287 € | 147 €     |

## Classements

### Classement final
| Classement final | Classement final | Classement final | Classement final            | Classement final   |
|                  | Coureur          | Pays             | Équipe                      | Temps              |
| ---------------- | ---------------- | ---------------- | --------------------------- | ------------------ |
| 1er              | Mark Cavendish   | Royaume-Uni      | Etixx-Quick Step            | en 4 h 36 min 19 s |
| 2e               | Juan José Lobato | Espagne          | Movistar                    | m.t                |
| 3e               | Mark Renshaw     | Australie        | Etixx-Quick Step            | m.t                |
| 4e               | Valerio Agnoli   | Italie           | Astana                      | m.t                |
| 5e               | Edward Theuns    | Belgique         | Topsport Vlaanderen-Baloise | m.t                |
| 6e               | Alexander Porsev | Russie           | Katusha                     | m.t                |
| 7e               | Lloyd Mondory    | France           | AG2R La Mondiale            | m.t                |
| 8e               | Grega Bole       | Slovénie         | CCC Sprandi Polkowice       | m.t                |
| 9e               | Oscar Gatto      | Italie           | Androni Giocattoli          | m.t                |
| 10e              | Rüdiger Selig    | Allemagne        | Katusha                     | m.t                |
| modifier         |                  |                  |                             |                    |

### Classements annexes
| Classement par équipes | Classement par équipes | Classement par équipes | Classement par équipes |
|                        | Équipe                 | Pays                   | Temps                  |
| ---------------------- | ---------------------- | ---------------------- | ---------------------- |
| 1re                    | IAM                    | Suisse                 | en 15 h 48 min 57 s    |
| 2e                     | CCC Sprandi Polkowice  | Pologne                | m.t                    |
| 3e                     | AG2R La Mondiale       | France                 | m.t                    |
| modifier               |                        |                        |                        |

| Classement de la montagne | Classement de la montagne | Classement de la montagne | Classement de la montagne   | Classement de la montagne |
| ------------------------- | ------------------------- | ------------------------- | --------------------------- | ------------------------- |
|                           | Coureur                   | Pays                      | Équipe                      | Point(s)                  |
| 1er                       | Romain Bardet             | France                    | AG2R La Mondiale            | 12 points                 |
| 2e                        | Romain Sicard             | France                    | Europcar                    | 7 pts                     |
| 3e                        | Arthur Vanoverberghe      | Belgique                  | Topsport Vlaanderen-Baloise | 3 pts                     |
| modifier                  |                           |                           |                             |                           |

| \| Classement des Metas Volantes[1] \| Classement des Metas Volantes[1] \| Classement des Metas Volantes[1] \| Classement des Metas Volantes[1] \| Classement des Metas Volantes[1] \| \| -------------------------------- \| -------------------------------- \| -------------------------------- \| -------------------------------- \| -------------------------------- \| \| \| Coureur \| Pays \| Équipe \| Point(s) \| \| 1er \| Romain Sicard \| France \| Europcar \| 6 points \| \| 2e \| Romain Bardet \| France \| AG2R La Mondiale \| 4 pts \| \| 3e \| Alexandr Kolobnev \| Russie \| Katusha \| 3 pts \| \| modifier \| \| \| \| \| |                   |        |                  |          |
| Classement des Metas Volantes |                   |        |                  |          |
| | Coureur           | Pays   | Équipe           | Point(s) |
| 1er | Romain Sicard     | France | Europcar         | 6 points |
| 2e | Romain Bardet     | France | AG2R La Mondiale | 4 pts    |
| 3e | Alexandr Kolobnev | Russie | Katusha          | 3 pts    |
| modifier |                   |        |                  |          |

### UCI Europe Tour
Cette Clásica de Almería attribue des points pour l'UCI Europe Tour 2015, par équipes seulement aux coureurs des équipes continentales professionnelles et continentales, individuellement à tous les coureurs sauf ceux faisant partie d'une équipe ayant un label WorldTeam.
| Position,          | 1er | 2e | 3e | 4e | 5e | 6e | 7e | 8e | 9e | 10e | 11e | 12e |
| Classement général | 80  | 56 | 32 | 24 | 20 | 16 | 12 | 8  | 7  | 6   | 5   | 3   |

| Cycliste        | Équipe                      | Points |
| --------------- | --------------------------- | ------ |
| Edward Theuns   | Topsport Vlaanderen-Baloise | 20     |
| Grega Bole      | CCC Sprandi Polkowice       | 8      |
| Oscar Gatto     | Androni Giocattoli          | 7      |
| Maciej Paterski | CCC Sprandi Polkowice       | 5      |

## Liste des participants
- Liste de départ complète

| Légende | Légende                                                                    | Légende | Légende                                                    |
| ------- | -------------------------------------------------------------------------- | ------- | ---------------------------------------------------------- |
| Num     | Dossard de départ porté par le coureur sur cette Clásica de Almería        | Pos     | Position à l'arrivée de la course                          |
|         | Indique un maillot de champion national ou mondial, suivi de sa spécialité | NP      | Indique un coureur qui n'a pas pris le départ de la course |
| AB      | Indique un coureur qui n'a pas terminé la course                           | HD      | Indique un coureur qui a terminé la course hors des délais |

| Movistar MOV                                   | Movistar MOV                  | Movistar MOV |
| ---------------------------------------------- | ----------------------------- | ------------ |
| Num                                            | Coureur                       | Pos          |
| 1                                              | Igor Antón (ESP)              | 91e          |
| 2                                              | Rubén Fernández Andújar (ESP) | 60e          |
| 3                                              | Beñat Intxausti (ESP)         | AB           |
| 4                                              | Marc Soler (ESP)              | 33e          |
| 5                                              | Ion Izagirre (ESP) (Route)    | 38e          |
| 6                                              | Juan José Lobato (ESP)        | 2e           |
| 7                                              | Javier Moreno (ESP)           | AB           |
| Directeur sportif : José Vicente García Acosta |                               |              |

| Cofidis COF                     | Cofidis COF             | Cofidis COF |
| ------------------------------- | ----------------------- | ----------- |
| Num                             | Coureur                 | Pos         |
| 11                              | Nicolas Edet (FRA)      | 18e         |
| 12                              | Romain Hardy (FRA)      | 52e         |
| 13                              | Luis Ángel Maté (ESP)   | 92e         |
| 14                              | Daniel Navarro (ESP)    | 50e         |
| 15                              | Kenneth Vanbilsen (FRA) | 61e         |
| 16                              | Yoann Bagot (FRA)       | 101e        |
| 17                              | Julien Simon (FRA)      | 95e         |
| Directeur sportif : Didier Rous |                         |             |

| Caja Rural-Seguros RGA CJR             | Caja Rural-Seguros RGA CJR | Caja Rural-Seguros RGA CJR |
| -------------------------------------- | -------------------------- | -------------------------- |
| Num                                    | Coureur                    | Pos                        |
| 21                                     | Francesco Lasca (ITA)      | 64e                        |
| 22                                     | David Arroyo (ESP)         | 22e                        |
| 23                                     | Sergio Pardilla (ESP)      | 82e                        |
| 24                                     | Eduard Prades (ESP)        | AB                         |
| 25                                     | José Gonçalves (POR)       | AB                         |
| 26                                     | Miguel Ángel Benito (ESP)  | 39e                        |
| 27                                     | Ricardo Vilela (POR)       | 66e                        |
| Directeur sportif : Eugenio Goikoetxea |                            |                            |

| CCC Sprandi Polkowice CCC         | CCC Sprandi Polkowice CCC         | CCC Sprandi Polkowice CCC |
| --------------------------------- | --------------------------------- | ------------------------- |
| Num                               | Coureur                           | Pos                       |
| 31                                | Łukasz Owsian (POL)               | 31e                       |
| 32                                | Bartłomiej Matysiak (POL) (Route) | 97e                       |
| 33                                | Grega Bole (SLO)                  | 8e                        |
| 34                                | Branislau Samoilau (BLR)          | 98e                       |
| 35                                | Maciej Paterski (POL)             | 11e                       |
| 36                                | Josef Černý (CZE)                 | 116e                      |
| 37                                | Adrian Honkisz (POL)              | 27e                       |
| Directeur sportif : Piotr Wadecki |                                   |                           |

| Katusha KAT                       | Katusha KAT                    | Katusha KAT |
| --------------------------------- | ------------------------------ | ----------- |
| Num                               | Coureur                        | Pos         |
| 41                                | Alexandr Kolobnev (RUS)        | 36e         |
| 42                                | Sergueï Lagoutine (RUS)        | 44e         |
| 43                                | Alberto Losada (ESP)           | 45e         |
| 44                                | Tiago Machado (POR)            | 99e         |
| 45                                | Alexander Porsev (RUS) (Route) | 6e          |
| 46                                | Rüdiger Selig (GER)            | 10e         |
| 47                                | Yury Trofimov (RUS)            | 43e         |
| Directeur sportif : Claudio Cozzi |                                |             |

| AG2R La Mondiale ALM              | AG2R La Mondiale ALM         | AG2R La Mondiale ALM |
| --------------------------------- | ---------------------------- | -------------------- |
| Num                               | Coureur                      | Pos                  |
| 51                                | Jean-Christophe Péraud (FRA) | 53e                  |
| 52                                | Blel Kadri (FRA)             | 112e                 |
| 53                                | Romain Bardet (FRA)          | 40e                  |
| 54                                | Jan Bakelants (BEL)          | 16e                  |
| 55                                | Lloyd Mondory (FRA)          | 7e                   |
| 56                                | Christophe Riblon (FRA)      | 41e                  |
| 57                                | Johan Vansummeren (BEL)      | 25e                  |
| Directeur sportif : Julien Jurdie |                              |                      |

| MTN-Qhubeka MTN                    | MTN-Qhubeka MTN         | MTN-Qhubeka MTN |
| ---------------------------------- | ----------------------- | --------------- |
| Num                                | Coureur                 | Pos             |
| 61                                 | Tyler Farrar (USA)      | 47e             |
| 62                                 | Matthew Brammeier (IRL) | 23e             |
| 63                                 | Songezo Jim (RSA)       | 113e            |
| 64                                 |                         |                 |
| 65                                 |                         |                 |
| 66                                 | Nicolas Dougall (RSA)   | 87e             |
| 67                                 | Steve Cummings (GBR)    | 106e            |
| Directeur sportif : Alex Sans Vega |                         |                 |

| Trek Factory Racing TFR             | Trek Factory Racing TFR     | Trek Factory Racing TFR |
| ----------------------------------- | --------------------------- | ----------------------- |
| Num                                 | Coureur                     | Pos                     |
| 71                                  | Eugenio Alafaci (ITA)       | 24e                     |
| 72                                  | Fumiyuki Beppu (JPN)        | 102e                    |
| 73                                  | Fabio Felline (ITA)         | 57e                     |
| 74                                  | Hayden Roulston (NZL)       | 56e                     |
| 75                                  | Fränk Schleck (LUX) (Route) | 30e                     |
| 76                                  | Fábio Silvestre (POR)       | 37e                     |
| 77                                  | Calvin Watson (AUS)         | 94e                     |
| Directeur sportif : Josu Larrazabal |                             |                         |

| Etixx-Quick Step EQS           | Etixx-Quick Step EQS        | Etixx-Quick Step EQS |
| ------------------------------ | --------------------------- | -------------------- |
| Num                            | Coureur                     | Pos                  |
| 81                             | Mark Cavendish (GBR)        | 1er                  |
| 82                             | Mark Renshaw (AUS)          | 3e                   |
| 83                             | Julian Alaphilippe (FRA)    | AB                   |
| 84                             | Gianluca Brambilla (ITA)    | AB                   |
| 85                             | David de la Cruz (ESP)      | 81e                  |
| 86                             | Carlos Verona (ESP)         | 51e                  |
| 87                             | Zdeněk Štybar (CZE) (Route) | 29e                  |
| Directeur sportif : Brian Holm |                             |                      |

| Europcar EUC                        | Europcar EUC           | Europcar EUC |
| ----------------------------------- | ---------------------- | ------------ |
| Num                                 | Coureur                | Pos          |
| 91                                  | Antoine Duchesne (CAN) | 26e          |
| 92                                  | Tony Hurel (FRA)       | 46e          |
| 93                                  | Romain Sicard (FRA)    | 58e          |
| 94                                  | Vincent Jérôme (FRA)   | 42e          |
| 95                                  | Alexandre Pichot (FRA) | 59e          |
| 96                                  | Perrig Quéméneur (FRA) | 78e          |
| 97                                  | Angélo Tulik (FRA)     | 14e          |
| Directeur sportif : Lylian Lebreton |                        |              |

| Astana AST                          | Astana AST                 | Astana AST |
| ----------------------------------- | -------------------------- | ---------- |
| Num                                 | Coureur                    | Pos        |
| 101                                 | Luis León Sánchez (ESP)    | 32e        |
| 102                                 | Michele Scarponi (ITA)     | 49e        |
| 103                                 | Rein Taaramäe (EST)        | AB         |
| 104                                 | Davide Malacarne (ITA)     | 34e        |
| 105                                 | Daniil Fominykh (KAZ)      | 67e        |
| 106                                 | Bakhtiyar Kozhatayev (KAZ) | 68e        |
| 107                                 | Valerio Agnoli (ITA)       | 4e         |
| Directeur sportif : Gorazd Štangelj |                            |            |

| IAM                              | IAM                      | IAM  |
| -------------------------------- | ------------------------ | ---- |
| Num                              | Coureur                  | Pos  |
| 111                              | Sylvain Chavanel (FRA)   | 12e  |
| 112                              | Clément Chevrier (FRA)   | 20e  |
| 113                              | Jérôme Pineau (FRA)      | 15e  |
| 114                              | Jonathan Fumeaux (SUI)   | 70e  |
| 115                              | Sondre Holst Enger (NOR) | 89e  |
| 116                              | Simon Pellaud (SUI)      | 123e |
| 117                              | Patrick Schelling (SUI)  | 17e  |
| Directeur sportif : Mario Chiesa |                          |      |

| Burgos BH BUR                     | Burgos BH BUR             | Burgos BH BUR |
| --------------------------------- | ------------------------- | ------------- |
| Num                               | Coureur                   | Pos           |
| 121                               | David Belda (ESP)         | 65e           |
| 122                               | Unai Arranz (ESP)         | AB            |
| 123                               | Darío Hernández (ESP)     | 93e           |
| 124                               | Ibai Salas (ESP)          | 75e           |
| 125                               | Álvaro Robredo (ESP)      | AB            |
| 126                               | Sebastián Mascaro (ESP)   | AB            |
| 127                               | Juan Carlos Riutort (ESP) | AB            |
| Directeur sportif : Diego Gallego |                           |               |

| Topsport Vlaanderen-Baloise TSV       | Topsport Vlaanderen-Baloise TSV | Topsport Vlaanderen-Baloise TSV |
| ------------------------------------- | ------------------------------- | ------------------------------- |
| Num                                   | Coureur                         | Pos                             |
| 131                                   | Amaury Capiot (BEL)             | 74e                             |
| 132                                   | Pieter Jacobs (BEL)             | 76e                             |
| 133                                   | Oliver Naesen (BEL)             | 28e                             |
| 134                                   | Floris De Tier (BEL)            | AB                              |
| 135                                   | Edward Theuns (BEL)             | 5e                              |
| 136                                   | Sander Helven (BEL)             | NP                              |
| 137                                   | Arthur Vanoverberghe (BEL)      | 121e                            |
| Directeur sportif : Walter Planckaert |                                 |                                 |

| Androni Giocattoli AND           | Androni Giocattoli AND  | Androni Giocattoli AND |
| -------------------------------- | ----------------------- | ---------------------- |
| Num                              | Coureur                 | Pos                    |
| 141                              | Alessio Taliani (ITA)   | 73e                    |
| 142                              | Oscar Gatto (ITA)       | 9e                     |
| 143                              | Davide Appollonio (ITA) | 54e                    |
| 144                              | Marco Bandiera (ITA)    | 55e                    |
| 145                              | Fabio Taborre (ITA)     | 19e                    |
| 146                              | Serghei Țvetcov (ROU)   | 86e                    |
| 147                              |                         |                        |
| Directeur sportif : Gianni Savio |                         |                        |

| RusVelo RVL                           | RusVelo RVL               | RusVelo RVL |
| ------------------------------------- | ------------------------- | ----------- |
| Num                                   | Coureur                   | Pos         |
| 151                                   | Artem Ovechkin (RUS)      | 117e        |
| 152                                   | Aleksandr Komin (RUS)     | 111e        |
| 153                                   | Sergey Firsanov (RUS)     | 119e        |
| 154                                   | Alexander Rybakov (RUS)   | 118e        |
| 155                                   | Andrey Solomennikov (RUS) | 72e         |
| 156                                   | Roman Kustadinchev (RUS)  | 85e         |
| 157                                   | Alexander Foliforov (RUS) | 115e        |
| Directeur sportif : Alexander Efimkin |                           |             |

| Murias Taldea MUR                 | Murias Taldea MUR        | Murias Taldea MUR |
| --------------------------------- | ------------------------ | ----------------- |
| Num                               | Coureur                  | Pos               |
| 161                               | Egoitz García (ESP)      | 79e               |
| 162                               | Ander Barrenetxea (ESP)  | 109e              |
| 163                               | Beñat Txoperena (ESP)    | 21e               |
| 164                               | Imanol Estévez (ESP)     | 77e               |
| 165                               | Jon Ander Insausti (ESP) | 110e              |
| 166                               | Eneko Lizarralde (ESP)   | 108e              |
| 167                               | Unai Intziarte (ESP)     | 114e              |
| Directeur sportif : Jon Odriozola |                          |                   |

| UnitedHealthcare UHC                | UnitedHealthcare UHC     | UnitedHealthcare UHC |
| ----------------------------------- | ------------------------ | -------------------- |
| Num                                 | Coureur                  | Pos                  |
| 171                                 | Alessandro Bazzana (ITA) | 83e                  |
| 172                                 | Marco Canola (ITA)       | 84e                  |
| 173                                 | Robert Förster (GER)     | 103e                 |
| 174                                 | Daniele Ratto (ITA)      | 48e                  |
| 175                                 | Ken Hanson (USA)         | 35e                  |
| 176                                 | Davide Frattini (ITA)    | 104e                 |
| 177                                 | Federico Zurlo (ITA)     | 105e                 |
| Directeur sportif : Roberto Damiani |                          |                      |

| FDJ                               | FDJ                            | FDJ  |
| --------------------------------- | ------------------------------ | ---- |
| Num                               | Coureur                        | Pos  |
| 181                               | Jérémy Roy (FRA)               | 88e  |
| 182                               | Kenny Elissonde (FRA)          | 69e  |
| 183                               | Alexandre Geniez (FRA)         | 100e |
| 184                               | Pierre-Henri Lecuisinier (FRA) | 120e |
| 185                               | Anthony Roux (FRA)             | 96e  |
| 186                               | Marc Sarreau (FRA)             | 122e |
| 187                               | Arthur Vichot (FRA)            | 13e  |
| Directeur sportif : Franck Pineau |                                |      |

| Bora-Argon 18 BOA     | Bora-Argon 18 BOA         | Bora-Argon 18 BOA |
| --------------------- | ------------------------- | ----------------- |
| Num                   | Coureur                   | Pos               |
| 191                   | Cesare Benedetti (ITA)    | 107e              |
| 192                   | Emanuel Buchmann (GER)    | 63e               |
| 193                   | Jan Bárta (CZE)           | 90e               |
| 194                   | Phil Bauhaus (GER)        | 71e               |
| 195                   | Andreas Schillinger (GER) | 80e               |
| 196                   | José Mendes (POR)         | 62e               |
| 197                   | Björn Thurau (GER)        | AB                |
| Directeur sportif : ? |                           |                   |